# 臼井佐知子
臼井 佐知子（うすい さちこ、1949年4月 - ）は、日本の歴史学者。専門は中国近現代史、明清史。東京外国語大学名誉教授。博士（文学）。

## 学歴
- 1974年3月 東京外国語大学外国語学部卒業
- 1977年3月 東京大学大学院人文科学研究科修士課程修了
- 1980年3月 東京大学大学院人文科学研究科博士課程単位取得退学
- 2006年4月 博士（文学） 学位取得

## 職歴
- 1980年6月 日本学術振興会奨励研究員（東京大学東洋文化研究所所属）
- 1982年4月 財団法人東洋文庫 奨励研究員
- 1986年4月 大東文化大学国際関係学部 専任講師
- 1989年4月 大東文化大学国際関係学部 助教授
- 1995年4月 同 教授
- 1996年4月 東京外国語大学外国語学部 助教授
- 1998年4月 同 教授
- 2009年4月 東京外国語大学総合国際学研究院（国際社会部門・地域研究系）教授（大学院重点化により所属変更）
- 2015年 東京外国語大学 定年退職、同大学名誉教授

## 著書

### 単著
- 臼井佐知子『徽州商人の研究』 東京大学 博士論文 (文学) 乙第16519号、汲古書院〈汲古叢書 58〉、2005年。ISBN 4762925578。 NAID 500000424963。 NCID BA71321165。

### 共著
- 佐藤次高・岸本美緒編 『市場の地域史』 山川出版社、1999年。- 「中国江南における徽州商人とその商業活動」収録

## 編著

### 共編
- 臼井佐知子, H・ジャン・エルキン, 岡崎敦, 金炫榮, 渡辺浩一『契約と紛争の比較史料学 : 中近世における社会秩序と文書』吉川弘文館、2014年。ISBN 9784642029223。 NCID BB17390807。